# Frédéric Lefebvre

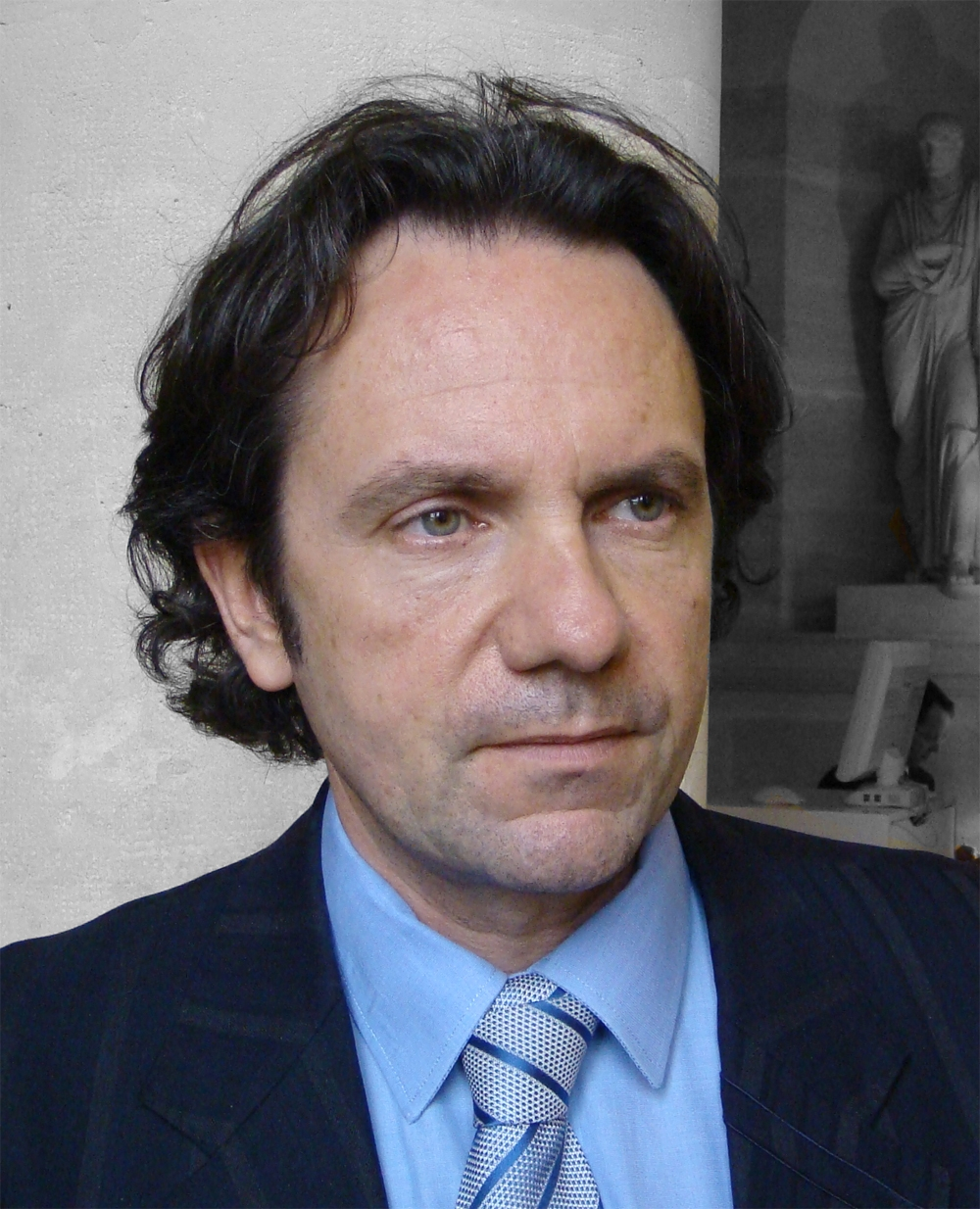
Frédéric Lefebvre

Frédéric Lefebvre, född 14 oktober 1963, är en fransk politiker och parlamentsledamot. Han var tidigare statssekreterare inom området företag, handel och turism under finans- och industriminister François Baroin. Han var även talesperson för Union pour un Mouvement Populaire.